# Louisiadenijsvogel
De louisiadenijsvogel (Todiramphus colonus) is een vogel uit de familie Alcedinidae (ijsvogels). 

## Verspreiding en leefgebied
Deze soort komt voor op de eilanden nabij zuidoostelijk Nieuw-Guinea en op de Louisiaden. De natuurlijke leefomgeving van de vogel bestaat uit vochtige tropische en subtropische laaglandbossen en plantages.

## Status
De louisiadenijsvogel komt niet als aparte soort voor op de lijst van het IUCN, maar is daar een ondersoort van de witkraagijsvogel (T. chloris colonus).